# Bianca Cappello
Pour les articles homonymes, voir Cappello.

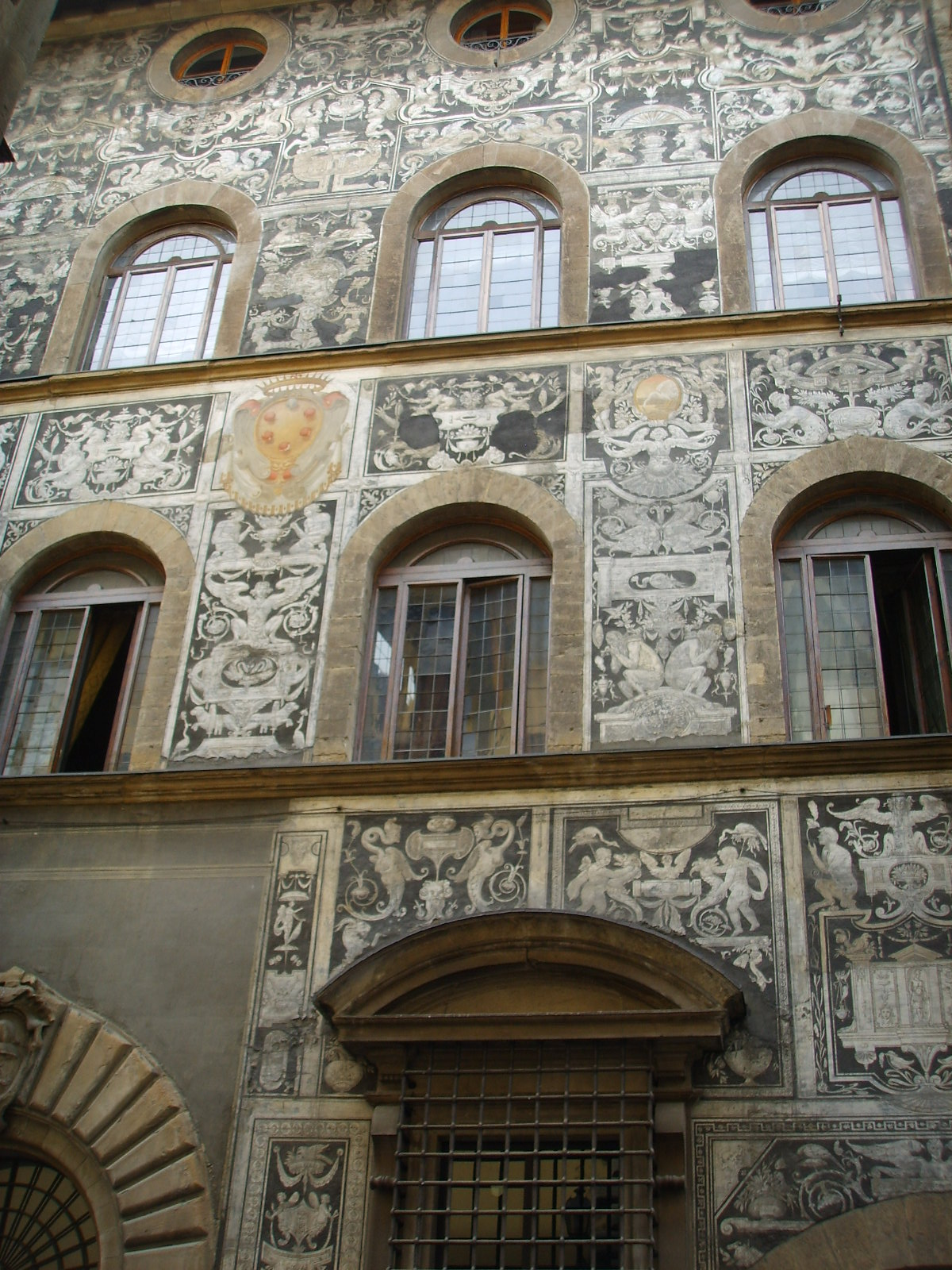
Fresques à grotesques de la façade du Palazzo di Bianca Cappello par Bernardino Poccetti.

Bianca Cappello (née en 1548 à Venise et morte le 20 octobre 1587 à Florence) est une noble dame vénitienne de la Renaissance, grande-duchesse consort de Toscane par son mariage avec François Ier de Médicis. Fille d'un patricien de Venise, d'abord la maîtresse, puis la seconde épouse du duc François Ier, elle meurt quelques heures après son époux, victime comme lui d'un empoisonnement à l'arsenic, à la villa de Poggio a Caiano, près de Florence.
Par coïncidence, la création du terme « sérendipité » par l'écrivain Horace Walpole est due à un portrait de Bianca.

## Biographie

### Jeunesse
Bianca Cappello nait à Venise, en 1548, deuxième enfant et fille unique du noble vénitien Bartolomeo Cappello (1519-1594) et de son épouse, Pellegrina Morosini, issue d'une des familles nobles vénitiennes les plus riches, les plus nobles et les plus puissantes, et connue pour sa grande beauté. Elle a un frère aîné, Vittorio Cappello (né en 1547), qui fut Premier ministre du grand-duché de Toscane (1579-1581).

### Premier mariage
À l'âge de quinze ans, Bianca Cappello tombe amoureuse de Pietro Bonaventuri, un jeune employé florentin de la famille Salviati ;  le 28 novembre 1563, elle s'enfuit avec lui à Florence, où ils se marient. En 1564, elle a une fille nommée Virginia ou, selon d'autres sources, Pellegrina. Le gouvernement vénitien déploie tous ses efforts pour que Bianca soit arrêtée et ramenée, mais le grand-duc Cosme Ier intervient en sa faveur et elle n'est pas inquiétée.
Cependant, elle ne s'entend pas bien avec la famille de son mari, qui, bien que noble, est très pauvre et lui fait faire des travaux subalternes, jusqu'à ce que sa beauté attire enfin le prince François, fils et héritier apparent du grand-duc.

### Maîtresse de François
Bien que déjà marié à Jeanne d'Autriche, François séduit Bianca et lui offre des bijoux, de l'argent et d'autres cadeaux. Bonaventuri, son mari, est nommé à la cour et se console avec d'autres dames jusqu'à ce qu'en 1572, il soit assassiné dans les rues de Florence à la suite de quelque intrigue amoureuse. Il est possible que Bianca et Francesco soient impliqués,. 
À la mort de Cosme en 1574, François lui succède. Il installe Bianca, qui lui inspire une vive passion, dans un palais proche du sien, qu'il lui fait construire par son architecte Bernardo Buontalenti (maintenant connu sous le nom de Palazzo di Bianca Cappello). Il indigne sa femme en affichant sa maîtresse devant elle. Il n'a alors pas de fils légitime pour hériter du duché ; un enfant de Bianca, bien qu'illégitime, serait un héritier potentiel et, par extension, assurerait sa propre position. En 1576, elle donne naissance à Don Antonio de Médicis (décédé en 1621), mais son père, espérant toujours avoir un fils légitime, refuse de le reconnaître. François et Jeanne ont un fils, le prince Philippe de Médicis, en 1577. L'enfant survit aux mois périlleux de la petite enfance, et les espoirs de Bianca d'être autre chose que la maîtresse préférée semblent anéantis,. 

### Grande-duchesse consort de Toscane
En 1578, Jeanne meurt et quelques mois plus tard, François épouse secrètement Bianca ; le 10 juin 1579, le mariage est annoncé publiquement, Antonio est reconnu comme le fils du duc. Deux jours plus tard, le 12 juin, Bianca est couronnée grande-duchesse de Toscane au Palazzo Vecchio de Florence, après que François lui a fait décerner par les Vénitiens le titre honorifique de « Fille de la république ». Le gouvernement vénitien met désormais de côté son ressentiment et est officiellement représenté aux magnifiques festivités du mariage, car il voit en Bianca Cappello un instrument pour cimenter de bonnes relations avec la Toscane. Ces festivités se déroulent à la Villa de Pratolino, conçue par Bernardo Buontalenti, que François a fait construire pour sa bienaimée en 1569 et qui symbolise leur union.
Cependant, la position de Bianca n'est toujours pas assurée : l'héritier reste le jeune Philippe. Son propre fils Antonio, bien que reconnu, reste illégitime, empêché d'hériter du duché. Plus aucun enfant naitra de cette relation ; Bianca sait que si son mari meurt avant elle, elle est perdue, car sa famille, en particulier son beau-frère, le cardinal Ferdinand de Médicis, futur Ferdinand Ier, la déteste amèrement, la considérant comme une aventurière et une intruse.
Le prince Philippe meurt en 1582. François commence immédiatement à assurer la succession en faveur de son fils restant, Antonio, le faisant légitimer et déclarer héritier présomptif, avec le soutien de Philippe II (roi d'Espagne). En tant que mère de l'héritier, la position de Bianca est bien plus forte : même si François mourait avant qu'Antonio atteigne l'âge adulte, elle aurait de bonnes raisons de régner au nom de son fils, et la famille de son mari lui accorderait plus de respect en tant que mère de son héritier.

### Mort

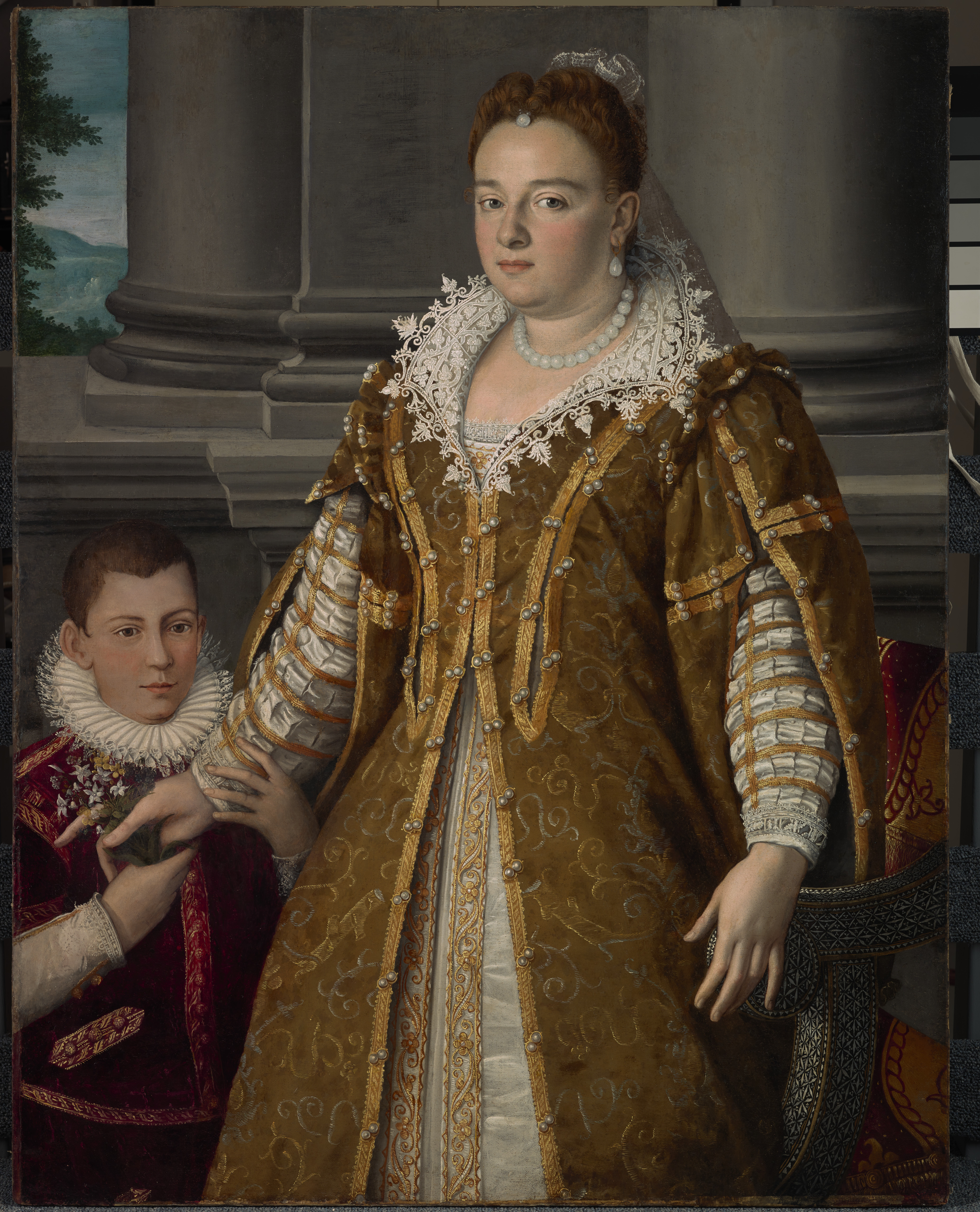
Alessandro Allori, Portrait de Bianca Cappello avec son fils Antonio de Médicis, musée d'Art de Dallas.

François et Bianca meurent les 19 et 20 octobre 1587 à la Villa Médicis de Poggio a Caiano, à la suite d'un dîner de chasse chez le cardinal Ferdinand de Médicis le 8 octobre 1587, après une courte maladie d'une dizaine de jours, peut-être empoisonnés ou, comme le pensent certains historiens, à cause de la fièvre paludéenne. Bianca est alors plus que jamais en butte à l'hostilité de son beau-frère ; c'est pourquoi on soupçonne celui-ci d'empoisonnement. Comme elle n'est pas un membre officiel de la famille Médicis, le cardinal Ferdinand ne permet pas qu'elle soit enterrée dans les tombes de la famille. Certains pensent que Bianca est enterrée dans une fosse commune anonyme sous la basilique San Lorenzo de Florence, après avoir été ramenée à Florence depuis Poggio a Caiano.
Le 28 décembre 2006, les journaux italiens indiquent qu'après analyses des tissus hépatiques des deux amants, ceux-ci ont été empoisonnés à l'arsenic. L'empoisonnement  à l'arsenic est confirmé en 2007 par une équipe de chercheurs italo-américains dont les résultats sont  publiés dans le British Medical Journal,, mais en 2010, des preuves de la présence du parasite Plasmodium falciparum, responsable du paludisme, sont trouvées dans les restes de François. Les conclusions de cette étude ont été contestées, suivant l'hypothèse selon laquelle les dépouilles auraient pu être contaminées par les techniques d'embaumement ; mais les analyses de viscères trouvées à Bonistallo et ayant servi à l'autopsie de l'époque, c'est-à-dire avant un embaumement d'ailleurs hypothétique, infirment cette contestation.

## Postérité

### Théâtre
Une version modifiée de l'histoire de Bianca Cappello a servi de base à la tragédie théâtrale Women Beware Women de Thomas Middleton, qui a débuté vers 1621, trente-quatre ans après la mort de Bianca (dont Middleton a rendu le nom par Bianca Capella). 
Blanche Capello, la fille de Venise est un drame historique en 5 actes, en vers, de Camille Bainville (Chaix, Paris, 1893. Consultable en ligne sur le site Gallica de la BNF : Blanche Capello, la fille de Venise).
Bianca Cappello, interprétée par Margaret Rawlings, est également le personnage central de la pièce de Clifford Bax, The Venetian, qui, en 1931, fait ses débuts sur la scène du West End Theatre et — après un essai à Chicago — est interprétée pendant une courte durée à Broadway.

### Littérature
Bianca Cappello a eu des incarnations littéraires occasionnelles, servant de personnage central des romans Bianca Cappello : roman historique (1843) de Rosina Bulwer-Lytton, Bianca Cappello : une tragédie (1873) d'Elizabeth C. Kinney et Bianca (1992) de Robert Élégant.
Alexandre Dumas conte l'histoire de François et Bianca dans Une année à Florence (1841).

### Cinéma et télévision
Au cinéma, Bianca Cappello a été interprétée par Maria Caserini dans le court métrage muet italien Bianca Cappello, réalisé en 1909 par Mario Caserini. À la télévision, elle est interprétée par Ela Paul dans le documentaire Crime à la Cour des Médicis : Le pouvoir d'une femme.